# روبرت ويليام أوتو ألين
روبرت ويليام أوتو ألين (بالدنماركية: Robert William Otto Allen)‏ هو ملحن وعازف بيانو دنماركي، ولد في 18 مارس 1852، وتوفي في 9 ديسمبر 1888.